# Faye-sur-Ardin

Faye-sur-Ardin este o comună în departamentul Deux-Sèvres, Franța. În 2009 avea o populație de 620 de locuitori.